# 1426년

## 연호
- 명(明) 선덕(宣德) 원년
- 일본(日本) 오에이(応永) 33년

## 기년
- 명(明) 선종 선덕제(宣宗 宣德帝) 원년
- 조선(朝鮮) 세종(世宗) 8년

## 사망
- 4월 29일 - 경신공주.
- 12월 31일 - 백년 전쟁 당시 잉글랜드 군사령관이자 대법관 엑서터 공작 토머스 보퍼트